# Condado de Galway
O Condado de Galway (Gaillimhe em irlandês) é um condado da República da Irlanda, na costa oeste do país. Situa-se na província de Connacht e sua capital é a cidade de Galway. Este condado ainda contém diversas áreas de Gaeltacht onde o irlandês ainda é falado predominantemente.
Seus vizinhos são os condados de Mayo a norte, Roscommon a nordeste, Offaly a leste, Limerick a sudeste, Clare a sul, além do Oceano Atlântico a oeste.